# 第69回全国高等学校サッカー選手権大会
第69回全国高等学校サッカー選手権大会（だい69かいぜんこくこうとうがっこうサッカーせんしゅけんたいかい）は、1991年1月に行われた、全国高等学校サッカー選手権大会である。

## 概要
- キャッチフレーズ ドラマチック イレブン

### 日程
- 開会式　1月1日
- 1回戦　1月2日
- 2回戦　1月3日
- 3回戦　1月4日
- 準々決勝　1月6日
- 準決勝　　1月7日
- 決勝　1月8日

### 使用会場
- 国立霞ヶ丘競技場陸上競技場（準決勝・決勝）
- 駒沢オリンピック公園陸上競技場（1回戦～準々決勝）
- 三ツ沢公園球技場（1回戦～準々決勝）
- 千葉県総合運動場陸上競技場（1回戦～3回戦）
- 埼玉県大宮公園サッカー場（1回戦～3回戦）
- 西が丘サッカー場（1回戦～2回戦）
- 等々力陸上競技場（1回戦～2回戦）
- 習志野市秋津サッカー場（1回戦～2回戦）
- 浦和市駒場陸上競技場（1回戦～2回戦）

## 出場校
北海道・東北
- 北海道代表 北海
- 青森県代表 光星学院
- 岩手県代表 遠野
- 宮城県代表 宮城工
- 秋田県代表 秋田商
- 山形県代表 日大山形
- 福島県代表 福島工

関東
- 茨城県代表 水戸商
- 栃木県代表 宇都宮学園
- 群馬県代表 前橋育英
- 埼玉県代表 大宮東
- 埼玉県代表(国体推薦) 武南
- 千葉県代表 市立船橋
- 千葉県代表(国体推薦) 習志野
- 東京都A代表 帝京
- 東京都B代表 暁星
- 神奈川県代表 旭
- 山梨県代表 帝京三

北信越・東海
- 新潟県代表 新潟工
- 富山県代表 富山一
- 石川県代表 金沢
- 福井県代表 丸岡
- 長野県代表 上田東
- 岐阜県代表 岐阜工
- 静岡県代表 清水東
- 静岡県代表(国体推薦) 清水市商
- 愛知県代表 中京
- 三重県代表 四日市中央工

近畿
- 滋賀県代表 水口
- 京都府代表 京都学園
- 大阪府代表 東海大仰星
- 兵庫県代表 滝川二
- 奈良県代表 奈良育英
- 和歌山県代表 田辺

中国
- 鳥取県代表 米子北
- 島根県代表 大社
- 岡山県代表 玉野光南
- 広島県代表 国泰寺
- 山口県代表 山口

四国
- 徳島県代表 徳島市立
- 香川県代表 高松商
- 愛媛県代表 南宇和
- 高知県代表 高知小津

九州
- 福岡県代表 東海大五
- 佐賀県代表 佐賀学園
- 長崎県代表 鎮西学院
- 長崎県代表(国体推薦) 国見
- 熊本県代表 熊本農
- 大分県代表 大分鶴崎
- 宮崎県代表 宮崎工
- 鹿児島県代表 鹿児島実
- 沖縄県代表 西原

（注）本来なら地方予選で優勝しないと全国大会に出場できないが、この年は地方予選とアジアユース（U-18）選手権大会が重なった影響で、特別にアジアユースに代表が送り込まれた「（国体推薦）」と書かれた4つの高校に限り、予選免除で全国大会への出場権が与えられた。

## 試合

### 1回戦
- 暁星 4 - 0 大社
- 新潟工 1 - 3 宮崎工
- 宮城工 2 - 1 山口
- 水戸商 1 - 3 東海大五
- 遠野 4 - 0 米子北
- 宇都宮学園 3 - 0 大分鶴崎
- 市立船橋 2 - 0 高松商
- 清水市商 6 - 0 佐賀学園
- 日大山形 0 - 1 滝川二
- 中京 2 - 5 奈良育英

- 習志野 5 - 1 四日市中央工
- 富山一 3 - 0 西原
- 北海 0 - 3 鹿児島実
- 丸岡 3 - 4 鎮西学院
- 光星学院 0 - 1 熊本農
- 帝京三 0 - 0(PK5 - 3) 東海大仰星
- 旭 2 - 0 田辺
- 清水東 2 - 0 京都学園
- 金沢 0 - 2 国泰寺
- 秋田商 1 - 0 玉野光南

### 2回戦
- 南宇和 4 - 0 福島工
- 暁星 1 - 0 宮崎工
- 宮城工 0 - 0(PK3 - 4) 東海大五
- 遠野 1 - 1(PK9 - 10) 宇都宮学園
- 大宮東 1 - 0 高知小津
- 市立船橋 1 - 1(PK6 - 7) 清水市商
- 滝川二 2 - 1 奈良育英
- 上田東 0 - 3 国見

- 前橋育英 0 - 4 徳島市立
- 習志野 1 - 0 富山一
- 鹿児島実 5 - 1 鎮西学院
- 帝京 0 - 0(PK3 - 1) 岐阜工
- 熊本農 0 - 0(PK3 - 4) 帝京三
- 旭 1 - 0 清水東
- 国泰寺 0 - 2 秋田商
- 水口 1 - 5 武南

### 3回戦
- 南宇和 0 - 1 暁星
- 東海大五 5 - 1 宇都宮学園
- 大宮東 1 - 1(PK4 - 3) 清水市商
- 滝川二 0 - 0(PK1 - 3) 国見

- 徳島市立 0 - 1 習志野
- 鹿児島実 1 - 0 帝京
- 帝京三 3 - 3(PK4 - 5) 旭
- 秋田商 0 - 2 武南

### 準々決勝
- 暁星 0 - 2 東海大五
- 大宮東 1 - 2 国見

- 習志野 1 - 2 鹿児島実
- 旭 0 - 1 武南

### 準決勝
- 東海大五 1 - 2 国見
- 鹿児島実 2 - 2(PK3 - 0) 武南

### 決勝
| 1月8日 |

| 国見     | 1 - 0 | 鹿児島実 |
| 中口雅史 |       |          |

| 国立競技場 |

| 国見 |            |             |
| GK   | 塚本秀樹   |             |
| DF   | 石崎義之   |             |
| DF   | 長峯宏範   |             |
| DF   | 森直樹     |             |
| DF   | 角田孝     |             |
| MF   | 内田利広   |             |
| MF   | 大名保明彦 |             |
| MF   | 路木健     | (上村崇志 ) |
| MF   | 豊田康裕   |             |
| FW   | 中口雅史   |             |
| FW   | 森山弘康   |             |

| 鹿児島実 |            |             |
| GK       | 仁田尾博幸 |             |
| DF       | 奥勝利     |             |
| DF       | 笛真人     |             |
| DF       | 石原康彦   |             |
| DF       | 豊裕博     |             |
| MF       | 岩間竜一   |             |
| MF       | 藤山竜仁   |             |
| MF       | 遠藤拓哉   |             |
| FW       | 井上誠     | (上地敏彦 ) |
| FW       | 若松賢治   |             |
| FW       | 前園真聖   |             |

## 得点王
- 浜田祥裕 (東海大五)・中園忠和 (武南) 5得点

## 主な出場選手

### 大会優秀選手
| 選手名   | 高校     | 学年 | Pos |
| -------- | -------- | ---- | --- |
| 木寺浩一 | 武南     | 3年  | GK  |
| 大石尚哉 | 清水市商 | 3年  | GK  |
| 森敦彦   | 滝川第二 | 3年  | GK  |
| 大塚正則 | 大宮東   | 3年  | DF  |
| 川村大輔 | 武南     | 3年  | DF  |
| 河飯裕   | 習志野   | 3年  | DF  |
| 田中靖二 | 暁星     | 3年  | DF  |
| 斉藤俊秀 | 清水東   | 2年  | DF  |
| 大岩剛   | 清水市商 | 3年  | DF  |
| 實好礼忠 | 南宇和   | 3年  | DF  |
| 森直樹   | 国見     | 3年  | DF  |
| 竹元真樹 | 鹿児島実 | 3年  | DF  |
| 上野良治 | 武南     | 2年  | MF  |
| 照井真展 | 武南     | 2年  | MF  |
| 仲村浩二 | 習志野   | 3年  | MF  |
| 名波浩   | 清水市商 | 3年  | MF  |
| 永松雄一 | 東海第五 | 3年  | MF  |
| 内田利広 | 国見     | 3年  | MF  |
| 遠藤拓哉 | 鹿児島実 | 2年  | MF  |
| 今倉秀之 | 大宮東   | 3年  | FW  |
| 永田崇   | 市立船橋 | 3年  | FW  |
| 吉井秀邦 | 暁星     | 3年  | FW  |
| 水内猛   | 旭       | 3年  | FW  |
| 山田隆裕 | 清水市商 | 3年  | FW  |
| 舟越稔   | 東海第五 | 3年  | FW  |
| 濱田祥裕 | 東海第五 | 3年  | FW  |
| 中口雅史 | 国見     | 3年  | FW  |
| 路木健   | 国見     | 3年  | FW  |
| 笛真人   | 鹿児島実 | 3年  | FW  |
| 前園真聖 | 鹿児島実 | 2年  | FW  |

 出典: 『高校サッカー90年史』講談社、2012年、57頁。 

### そのほかの出場選手
- ワッキー (市立船橋)